# Lygniodes e-antiqua
Lygniodes e-antiqua är en fjärilsart som beskrevs av George Francis Hampson 1891. Lygniodes e-antiqua ingår i släktet Lygniodes och familjen nattflyn. Inga underarter finns listade i Catalogue of Life.